# Karmapa Rölpe Dorje
| Tibetische Bezeichnung                  |
| --------------------------------------- |
| Tibetische Schrift: རོལ་པའི་རྡོ་རྗེ་          |
| Wylie-Transliteration: rol pa'i rdo rje |
| Chinesische Bezeichnung                 |
| Vereinfacht: 噶玛巴•若必多吉            |

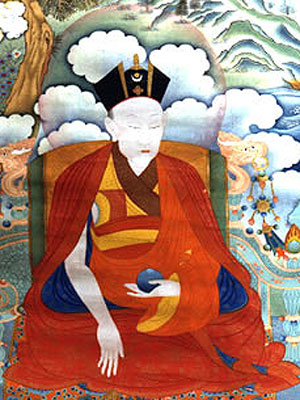
Der 4. Karmapa

Rölpe Dorje (tib.: rol pa'i rdo rje; geb. 1340 in Kongpo; gest. 1383) war der 4. Karmapa der Karma-Kagyü-Schule des tibetischen Buddhismus.

## Leben
Rölpe Dorje erklärte im Alter von drei Jahren, er sei der „Karmapa“. Als Jugendlicher erhielt er die formalen Übertragungen der Kagyü von Yungtön Dorje Pelba (tib.: g.yung ston rdo rje dpal ba; 1284–1365) – dem spirituellen Erben des 3. Karmapa. Des Weiteren wurde er von Sanggye Lingpa (tib.: sangs rgyas gling pa; 1340–1396) in den Lehren der Nyingmapa unterwiesen. Mit neunzehn Jahren wurde er von Toghan Timur nach China eingeladen, wo er drei Jahre unterrichtete und Tempel und Klöster aufbaute.
Während seiner Rückreise von China nach Tibet gab er die Laienordination für ein Kind namens „Künga Nyingpo“, das später als Tsongkhapa bekannt wurde. Eine weitere Einladung Yongles nach China zu reisen lehnte er ab und schickte stattdessen einen anderen Lama.
Rölpe Dorje war ein Liebhaber der indischen Poesie und Verfasser vieler „Dohas“ (Gesänge der Verwirklichung). Nach einer Vision eines Schülers von einem Buddha der über 300 Fuß groß gewesen sein soll, entwarf Rölpe Dorje mit den Hufen eines Pferdes, das er ritt, ein riesiges Thangka. Fünfhundert Leute sollen über ein Jahr lang an dem gewebten Thangka dieses Buddha und den Gründungsvätern des Mahayana gearbeitet haben.
Rölpe Dorje starb im Alter von 43 Jahren. Haupt-Linienhalter wurde sein Schüler Khachö Wangpo, der zweite Shamarpa.